# Кива, Дмитрий Семёнович
Дми́трий Семёнович Ки́ва (8 октября 1942, Казань, РСФСР, СССР — 24 июля 2024) — советский и украинский промышленный деятель, президент-генеральный конструктор государственного предприятия «Антонов» (2005 — май 2015) , Герой Украины (2009). Генеральный конструктор ГП «Антонов» (май 2015 — 1 октября 2016). С декабря 2016 года — председатель жюри украинского образовательного проекта Авиатор.
Являлся советником президента компании «Азербайджанские авиалинии» и советником президента компании — авиационного перевозчика грузов «Silkway».
Академик Национальной академии наук Украины (2012), доктор технических наук, профессор. Почётный гражданин города Киева (2012).

## Биография
Родился 8 октября 1942 года в эвакуации в г. Казань. Его отец, Семён Платонович, замполит 2-го батальона 54-й гвардейской танковой бригады под командованием Дважды Героя Советского Союза Семёна Хохрякова, погиб при освобождении города Ченстохова.
В 1959 году, после окончания средней школы в Харькове, начал трудовую деятельность слесарем Харьковского авиазавода.
Затем обучался в Харьковском авиационном институте, который закончил в 1965 году.
С сентября 1964 года работал в Авиационном научно-техническом комплексе имени О. К. Антонова:
- с 1979 года — заместитель главного конструктора,
- с 1987 года — главный конструктор,
- с 1991 года — первый заместитель генерального конструктора,
- с мая 2005 года исполнял обязанности генерального конструктора,
- с января 2006 года — генеральный конструктор АНТК имени О. К. Антонова[7].

C конца 2008 года Д. С. Кива также являлся главой государственного концерна «Антонов».
6 февраля 2009 года на него было совершено нападение в подъезде его дома.
Скончался 24 июля 2024 года в возрасте 81 года.

## Награды и звания
- Герой Украины (с вручением ордена Державы, 21.08.2009 — за выдающийся личный вклад в укрепление экономического потенциала Украины, весомые заслуги в развитии отечественной авиационной отрасли)[11].
- Орден князя Ярослава Мудрого V степени (22 июня 2009)[12]
- Орденами «За заслуги» I (24 сентября 2004)[13], II (24 сентября 2001)[14] и III (26 января 1998)[15] степени, а также медалями.
- Лауреат Государственной премии Украины в области науки и техники (1994)[16].
- Премия Правительства Российской Федерации в области науки и техники (2013)[17].
- Лауреат премии имени О. К. Антонова Национальной академии наук Украины.
- Заслуженный деятель науки и техники Украины.
- Заслуженный машиностроитель Польши[18].
- Заслуженный авиастроитель Китая[18].
- Почётный гражданин Киева (2012).